# Some Girls (Rachel Stevens)
Some Girls è una canzone della cantante pop britannica Rachel Stevens, Scritta da Richard X e Hannah Robinson.

È il primo singolo estratto dalla riedizione del 2004 del suo debutto solista Funky Dory ed è il terzo singolo della "Funky Dory Era". Il pezzo è stato reinserito nel secondo album della Stevens Come and Get It.
Il brano, sia a livello critico che commerciale, ha ricevuto un ottimo riscontro. PopMatters ha inserito il pezzo tra le migliori canzoni del 2004.

## Video
Il video musicale del singolo è stato diretto da Paul Weiland e la trama è scritta da Richard Curtis. È stato girato a Borough Market, nel sud di Londra.
Nel video fanno apparizione alcuni atleti, come Colin Jackson, Pat Cash e Audley Harrison.
L'autore della canzone Richard X ha pesantemente criticato il video esclamando "That video is crap" durante un'intervista con New Musical Express.

## Tracce
1. Some Girls – 3:33
2. Spin That Bottle – 3:23
3. Some Girls (The Sharp Boys Hot Fridge vocal) – 8:35
4. Some Girls (CD-ROM video)

Remix:
1. "Some Girls" (Richard X Extended Mix)
2. "Some Girls" (Europa XL Dub)
3. "Some Girls" (Europa XL Vocal Mix)

## Classifiche
| Classifica             | Posizione |
| ---------------------- | --------- |
| Belgio                 | 7         |
| Irlanda                | 13        |
| Official Singles Chart | 2         |

## Cover
Nel 2006, la cantante dance americana Henri registrò una cover della canzone. La sua versione non ha ricevuto grossi riscontri commerciali.
Tracklist Henri CD:
1. Some Girls (The Alumni radio mix) – 3:29
2. Some Girls (Norty Cotto Champagne club mix) – 7:33
3. Some Girls (Norty Cotto dub mix) – 6:35
4. Some Girls (Norty Cotto dance radio mix) – 3:40

Nel 2012 anche Kaya Jones ha registrato una cover della canzone che pubblicò come singolo promozionale nel marzo del 2012. Il pezzo è stato poi inserito nel suo primo album solista Kaya.